# Acanthopleura
Genre
Acanthopleura est un genre de mollusques polyplacophores de la famille des Chitonidae.

## Liste des espèces
Selon World Register of Marine Species (12 janvier 2017) :
- Acanthopleura brevispinosa (G. B. Sowerby II, 1840) — Comores et île Maurice
- Acanthopleura echinata (Barnes, 1824)
- Acanthopleura gemmata (Blainville, 1825)
- Acanthopleura granulata (Gmelin, 1791)
- Acanthopleura loochooana (Broderip & G. B. Sowerby I, 1829)
- Acanthopleura planispina Bergenhayn, 1933
- Acanthopleura spinosa (Bruguière, 1792)
- Acanthopleura vaillantii Rochebrune, 1882 — Égypte

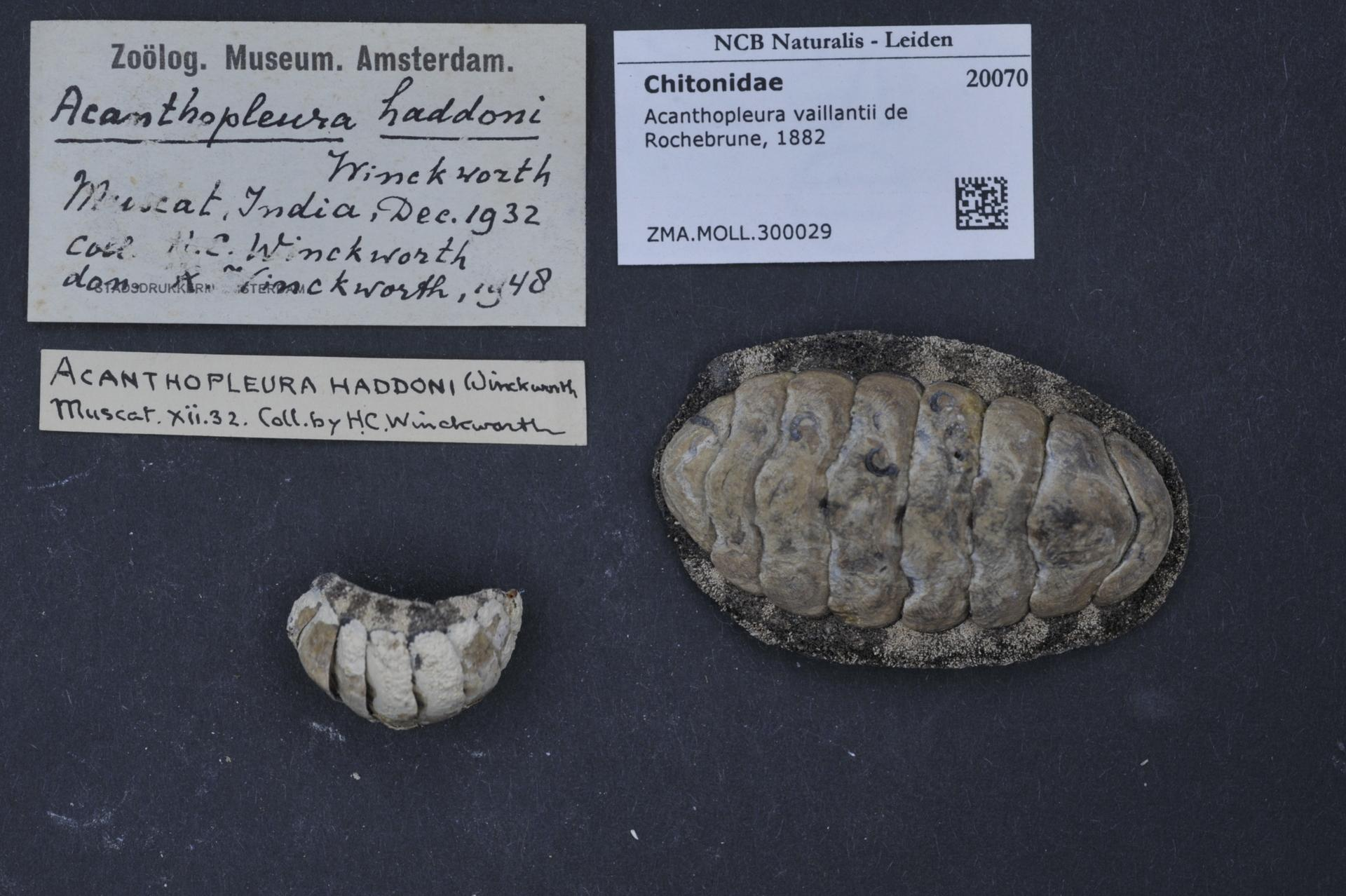
Acanthopleura vaillantii
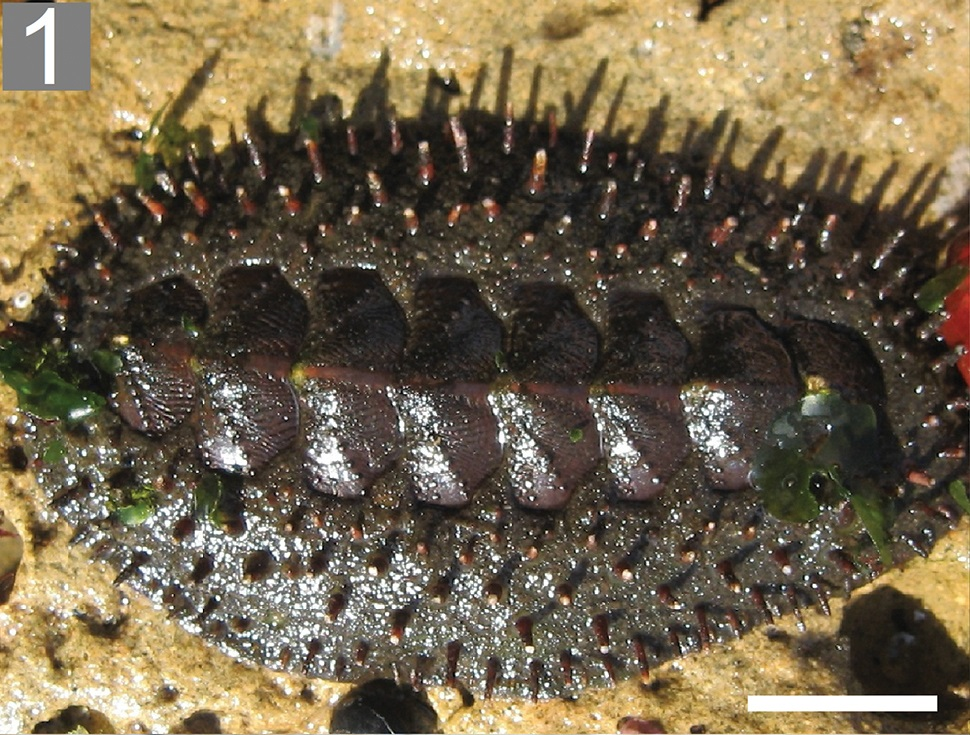
Acanthopleura echinata
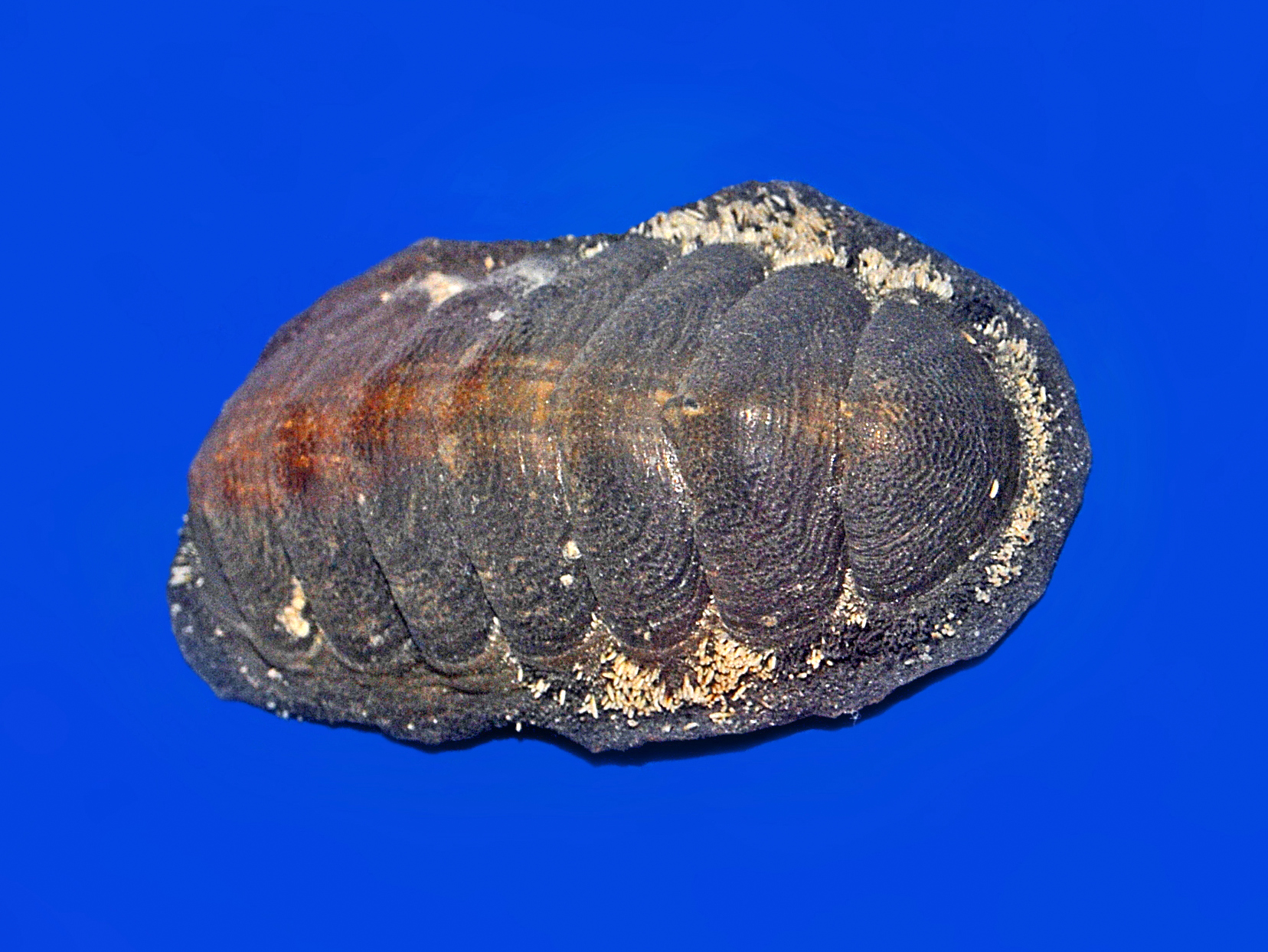
Acanthopleura gemmata
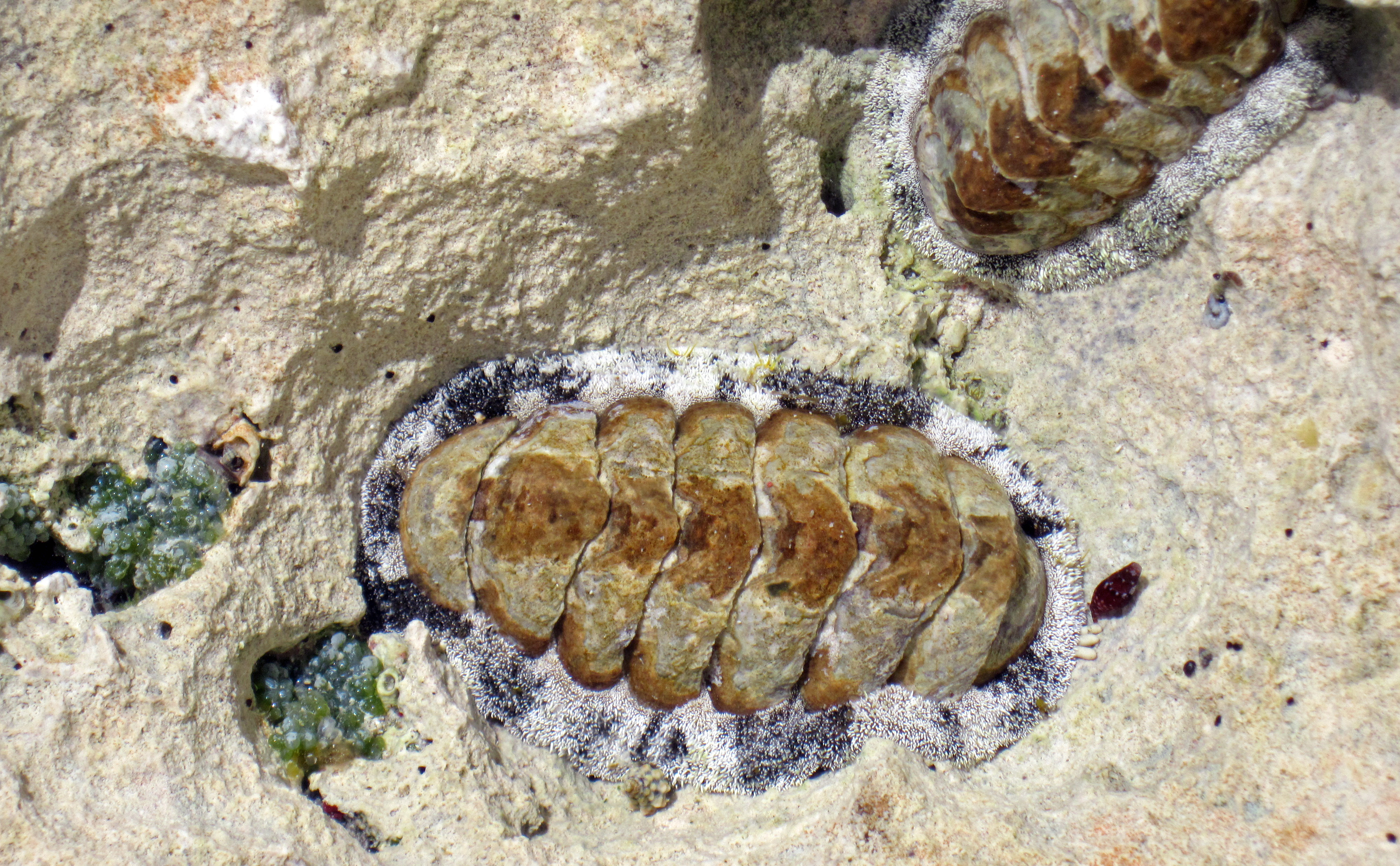
Acanthopleura granulata
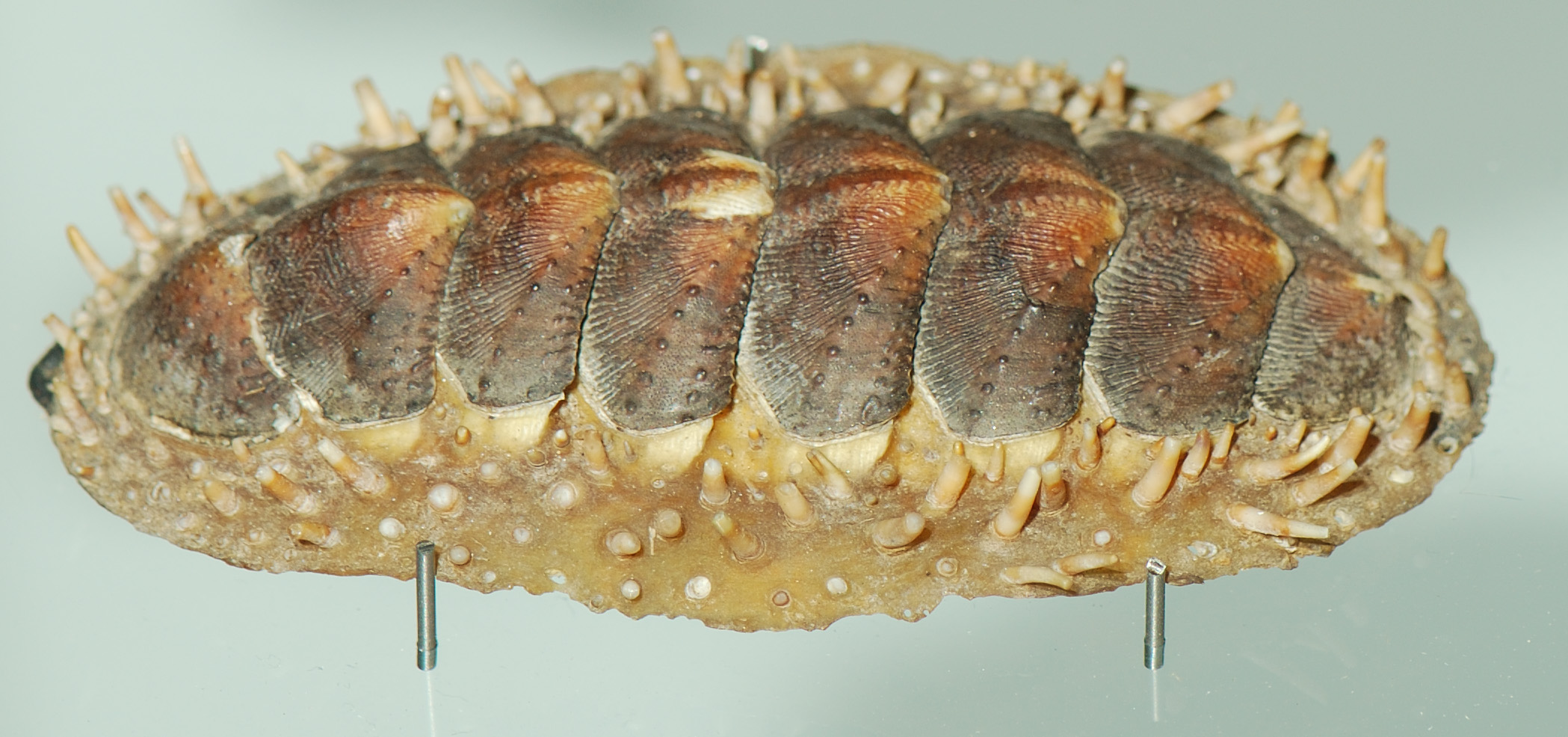
Acanthopleura spinosa